# 楊子崇
楊子崇（6世纪—617年），中国隋朝皇族，河間王，隋文帝楊堅族弟，楊盆生之子。
隋朝建国，楊子崇受位儀同，以車騎将軍管理宿衛。後来担任司門侍郎。隋煬帝即位楊子崇累進候衛将軍，因事連坐免官。不久又被起用为检校将軍事。615年，跟随煬帝到汾陽宮，他发现突厥有進攻的动向，请求早早回到長安，煬帝不听。煬帝在雁門关被突厥包围。包围解除后，煬帝怒道：「子崇怯懦，胡乱提议，驚动我军士气。不能留在关键位置」。楊子崇出为離石郡太守。
突厥侵隋北边、稽胡劉六儿劫掠離石郡境，楊子崇上表请求出兵镇压。煬帝大怒，命令楊子崇巡回長城。杨子崇出行一百里，不能前進于是归還。百姓苦于飢饉，聚集一起反隋，楊子崇前後捕杀数千人。617年，朔方梁師都、馬邑劉武周起兵反隋，離石郡各民族纷纷响应。杨子崇带着心腹数百人打算从孟門关回到長安。河西諸县殺隋朝長吏，归附梁師都，杨子崇不能前進，回到離石。杨子崇的下属得知李淵在太原起兵，不敢再入離石城，纷纷散去。杨子崇把逃跑者的父兄全部处斬。数日後,唐軍夜至離石城下，城中豪傑出城响应。離石城被义军攻克，杨子崇被仇家殺害。

## 延伸阅读
[在维基数据编辑]
 《北史·卷071》，出自李延壽《北史》
 《隋書/卷43》，出自魏徵《隋书》